# NGC 3164
NGC 3164 في الفهرس العام الجديد، هي مجرة، تقع في كوكبة الدب الأكبر. اكتشفت في 9 فبراير 1831 بواسطة جون هيرشل.

## روابط خارجية
- NGC 3164 على موقع ويكي سكاي: DSS2, SDSS, GALEX, IRAS, Hydrogen α, X-Ray, Astrophoto, Sky Map, Articles and images